# Thomas Dähne
Thomas Dähne (* 4. Januar 1994 in Oberaudorf) ist ein deutscher Fußballtorhüter. Seit Juli 2025 steht er bei TSV 1860 München unter Vertrag.

## Karriere

### Vereine
Dähne begann beim FV Oberaudorf mit dem Fußballspielen, wo unter anderem auch Bastian Schweinsteiger seine Karriere begann. Danach wechselte er in die Jugendabteilung des TSV 1860 Rosenheim, ehe er 2007 nach Österreich zum FC Red Bull Salzburg übersiedelte. Dort durchlief er bis 2010 alle Jugendmannschaften, ehe er in die zweite Mannschaft, zu den Red Bull Juniors, geholt wurde.
Nach zwei Saisons bei den Juniors stieg er im Sommer 2012 zum dritten Torhüter der ersten Mannschaft auf und war gleichzeitig als Kooperationsspieler die Nummer eins im Kasten von FC Liefering, dem Satellitenklub der Mozartstädter. Mit dem FC Liefering wurde er Meister der Regionalliga West.
Am 26. Mai 2013 feierte aufgrund von Verletzungen von Alexander Walke und Eddie Gustafsson sein Debüt in der Bundesliga für FC Red Bull Salzburg. Im letzten Meisterschaftsspiel stand er über die volle Distanz gegen den frischgebackenen Meister FK Austria Wien auf dem Platz. Das Spiel wurde 3:0 gewonnen.
Zur Saison 2014/15 wechselte Dähne zu RB Leipzig. Nach nur einer Spielzeit verließ er Leipzig allerdings wieder, ohne ein einziges Spiel für die erste Mannschaft gemacht zu haben.
Von 2015 bis 2017 spielte Dähne beim finnischen Erstligisten HJK Helsinki in der Veikkausliiga. Ab Januar 2018 stand er zweieinhalb Jahre beim polnischen Erstligisten Wisła Płock in der Ekstraklasa unter Vertrag. Im Sommer 2020 kehrte er nach Deutschland zurück und schloss sich dem Zweitligisten Holstein Kiel an. Er feierte mit den Kielern den Aufstieg in die Bundesliga und absolvierte neun Erstligapartien, nach dem Abstieg wechselte er zur Saison 25/26 zum Drittligisten TSV 1860 München.

### Nationalmannschaft
International spielte er bereits für die deutsche U-16, U-17, U-18, U-19 und U-20-Nationalmannschaft und nahm zudem an der U-17-Fußball-Weltmeisterschaft 2011 in Mexiko teil, kam aber als Ersatztorhüter zu keinem Einsatz, als Deutschland den dritten Platz errang. Sein erstes Spiel für eine deutsche Juniorenauswahl gab er für die deutsche U-16 gegen Österreich am 16. August 2009 im Rheinpark Stadion Vaduz in Liechtenstein. Das Spiel, gegen unter anderem spätere Nationalspielern wie Marcel Sabitzer, wurde 6:2 gewonnen. Für die U-20-Nationalmannschaft wurde er erstmals im Rahmen einer
„Internationalen Spielrunde“ (mit Italien, Polen und der Schweiz) eingesetzt. Beim 2:0-Sieg gegen die Auswahl Polens in Pfullendorf kam er zur zweiten Halbzeit für Patrick Rakovsky ins Spiel.

## Erfolge
- Aufstieg in die Bundesliga: 2024
- Österreichischer Meister 2014
- Österreichischer Cupsieger:  2014
- Meister der Regionalliga West: 2013
- Finnischer Meister: 2017
- Finnischer Pokalsieger: 2017

## Sonstiges
Dähne ist seit 2017 Ehrenmitglied des deutschsprachigen Fußballvereins FC Germania Helsinki in Finnland.